# Митрофан (Нікітін)
Митрополит Митрофа́н (світське ім'я Нікітін Андрі́й Ві́кторович; нар. 31 жовтня 1976, Луганськ, УРСР, СРСР) — архієрей УПЦ московського патріархату, з 28 січня 2007 керує Горлівською та Слов'янською єпархією УПЦ МП, член Міжсоборної присутності РПЦ. Тезоімеництво — 20 серпня.
Має проросійські погляди, виправдовував російську агресію проти України.

## Життєпис
З 1982 по 1991 рік навчався у середній школі. З 1990 року ніс послух іподиякона при Петропавлівському кафедральному соборі Луганська.
1991  – поступив послушником у Курсько-Корінну пустинь Курської єпархії РПЦ в Російській Федерації. У монастирі ніс послух вівтарника, уставщика, виконував господарські роботи.
1994  – повернувся до України, де пішов до Свято-Успенського Святогорського монастиря Донецької єпархії УПЦ (МП). Тоді ж — іподиякон та водій у єпископа Горлівського Аліпія Погребняка. 21 листопада 1994 року рукопокладений на диякона. Продовжував нести послух водія та іподиякона.
23 грудня 1994  – у Святогорському Успенському монастирі пострижений в ченці з іменнм Митрофан на честь святителя Митрофана, єпископа Воронезького.
1996  – 2000  – навчався у Київській духовній семінарії, а з 2001 по 2005 рік — у Київській духовній академії.
18 травня 1997 висвячений у сан ієромонаха.
20 жовтня 1997  – архієпископом Донецьким Іларіоном направлений до Михайлівського храму міста Маріуполя. З 1999 настоятель парафії святого князя Володимира у Маріуполі.
1 серпня 2000  – переведений у храм Різдва Христова у Донецьку.
Від 2004  – викладач Нового Заповіту на Відділенні духовної культури при Донецькому національному університеті.
8 лютого 2006 р. – призначений настоятелем храму святих князів Бориса та Гліба.

### Архієрейство
Рішенням синоду УПЦ МП 24 січня 2007 став єпископом Горлівським і Слов'янським. 27 січня 2007 у Трапезному храмі Свято-Успенської Києво-Печерської Лаври відбулося його наречення на єпископа.28 січня 2007 — архієрейська хіротонія.
З 27 липня 2009  – член Міжсоборної присутності Російської православної церкви. Є постійним автором єпархіального духовно-просвітницького журналу «Живой родник».
28 серпня 2013 зведений у сан архієпископа.
17 серпня 2015 року возведений в сан митрополита.
27 липня 2017 митрополит Митрофан під прапорами «ДНР» провів молебень за загиблими «ополченцами» та освятив пам'ятник в Горлівці (проспект Перемоги, м. Горлівка).
18 лютого 2019 року на блокпості у зоні ООС затриманий та доправлений на співбесіду з працівниками поліції до Слов'янська, після чого його відпустили.
Неодноразово був помічений на урочистих заходах Л/ДНР.

## Погляди
2014 - Нікітін заявив журналістам, що російська агресія є “громадянським протистоянням”.
2017 року Нікітін перешкоджав переходу Свято-Стрітенської парафії до Донецької єпархії УПЦ КП, назвавши це рішення релігійної громади “захопленням” та “інтересами бізнесу”.
2017 року Нікітін “благословив” введення в окупованій Горлівці програми християнської етики, що мала "виховати громадянина ДНР, який усвідомлює своє місце у контексті традицій російського народу". 
У 2020 році він заявив, що «Ми — не учасники якого-небудь політичного процесу і категорично уникаємо, щоб в церковній проповіді давали оцінки політичним діям чи політичним гаслам тієї чи іншої сторони (Л/ДНР і України). Ставлячись до людей як до своєї пастви по обидві сторони конфлікту, ми зберегли здатність бути для них в першу чергу Церквою, а не якоюсь політичною організацією». Він впевнений, що УПЦ МП не ділить на своїх і чужих. «…Церква має здатність пастирського окормлення і не ділить людей на „своїх“ і „чужих“, ставиться до них не як до ворогів, а як до своєї єдиної пастви, через Її голос можна доносити якісь думки і пропонувати справжні щирі кроки». Також він каже, що у Л/ДНР війни не хочуть: «що люди з тієї сторони війни не хочуть».
2020 року Нікітін звинувачував ЗСУ в обстрілах тимчасово окупованих територій Донецької області.
У травні 2022 року з благословення московського патріарха Кирила взяв участь в виведенні людей із Азовсталі, яку обстрілювали російські війська.